# Osteopilus dominicensis
Osteopilus dominicensis és una espècie de granota que es troba a la República Dominicana i a Haití.